# Liste des planètes mineures non numérotées découvertes en février 2007
Pour un article plus général, voir Liste des planètes mineures non numérotées découvertes en 2007.
Pour un article plus général, voir Liste des planètes mineures.
Cet article dresse la liste des planètes mineures (astéroïdes, centaures, objets transneptuniens et assimilés) non numérotées découvertes en février 2007 dans l'ordre de leur découverte.
Au 15 janvier 2025, 661 077 des 1 434 993 planètes mineures répertoriées par le Centre des planètes mineures ne sont pas encore numérotées, soit 46,07 %.

## Rappel concernant la désignation provisoire
La désignation provisoire indique l'ordre de découverte de ces objets. En effet, cette désignation est composée de l'année de découverte (par exemple 2007) suivie de la quinzaine (demi-mois) de découverte (p.e. A = 1-15 janvier) puis de l'ordre de découverte dans cette quinzaine. Cet ordre est indiqué par une lettre et éventuellement un chiffre comme suit : A pour la première découverte, B pour la deuxième, ..., Z pour la 25e (le I n'est pas utilisé pour éviter la confusion avec 1), A1 pour la 26e, B1 pour la 27e, etc. , Z1 pour la 50e, A2 pour la 51e, B2 pour la 52e, etc. L'ordre de la numérotation ne suit donc pas l'ordre alphanumérique. 2007 AA1 suit ainsi 2007 AZ et précède 2007 AB1.

## Liste

### Du1erau 15 février 2007
- 2007 CE3
- 2007 CF3
- 2007 CN4
- 2007 CO5
- 2007 CQ5
- 2007 CR5
- 2007 CS5
- 2007 CY5
- 2007 CB6
- 2007 CD9
- 2007 CG11
- 2007 CY11
- 2007 CJ12
- 2007 CL12
- 2007 CM12
- 2007 CQ13
- 2007 CC14
- 2007 CA15
- 2007 CH15
- 2007 CJ15
- 2007 CK15
- 2007 CU18
- 2007 CW18
- 2007 CX18
- 2007 CZ18
- 2007 CB19
- 2007 CC19
- 2007 CF19
- 2007 CM20
- 2007 CA21
- 2007 CM24
- 2007 CL26
- 2007 CM26
- 2007 CO26
- 2007 CS26
- 2007 CT26
- 2007 CB27
- 2007 CC27
- 2007 CK29
- 2007 CH30
- 2007 CM30
- 2007 CW30
- 2007 CY30
- 2007 CB31
- 2007 CD31
- 2007 CJ31
- 2007 CT31
- 2007 CW31
- 2007 CY31
- 2007 CE32
- 2007 CH32
- 2007 CR32
- 2007 CE33
- 2007 CJ33
- 2007 CN34
- 2007 CU34
- 2007 CO36
- 2007 CR36
- 2007 CQ37
- 2007 CA39
- 2007 CK39
- 2007 CT39
- 2007 CC41
- 2007 CD41
- 2007 CH41
- 2007 CD42
- 2007 CH42
- 2007 CL42
- 2007 CO42
- 2007 CO43
- 2007 CY43
- 2007 CK47
- 2007 CW47
- 2007 CK48
- 2007 CN48
- 2007 CY49
- 2007 CZ49
- 2007 CX50
- 2007 CB51
- 2007 CK51
- 2007 CK55
- 2007 CT55
- 2007 CU57
- 2007 CD59
- 2007 CU61
- 2007 CJ64
- 2007 CW65
- 2007 CJ66
- 2007 CK66
- 2007 CL66
- 2007 CQ66
- 2007 CB67
- 2007 CC67
- 2007 CG67
- 2007 CH67
- 2007 CM67
- 2007 CW67
- 2007 CE68
- 2007 CF68
- 2007 CG68
- 2007 CL68
- 2007 CM68
- 2007 CU68
- 2007 CX68
- 2007 CZ68
- 2007 CB69
- 2007 CE69
- 2007 CH69
- 2007 CL69
- 2007 CM69
- 2007 CS69
- 2007 CT69
- 2007 CF70
- 2007 CL70
- 2007 CM70
- 2007 CE71
- 2007 CM71
- 2007 CU71
- 2007 CY71
- 2007 CM72
- 2007 CP72
- 2007 CR72
- 2007 CB73
- 2007 CE73
- 2007 CG73
- 2007 CM73
- 2007 CW73
- 2007 CY73
- 2007 CB74
- 2007 CX74
- 2007 CY74
- 2007 CD75
- 2007 CG75
- 2007 CK75
- 2007 CM75
- 2007 CN75
- 2007 CQ75
- 2007 CT75
- 2007 CH76
- 2007 CK76
- 2007 CT76
- 2007 CU76
- 2007 CX76
- 2007 CY76
- 2007 CB77
- 2007 CJ77
- 2007 CK77
- 2007 CT77
- 2007 CX77
- 2007 CA78
- 2007 CJ78
- 2007 CM78
- 2007 CQ79
- 2007 CR79
- 2007 CS79
- 2007 CT79
- 2007 CU79
- 2007 CV79
- 2007 CW79
- 2007 CX79
- 2007 CZ80
- 2007 CG81
- 2007 CR81
- 2007 CT81
- 2007 CV81
- 2007 CA82
- 2007 CB82
- 2007 CD82
- 2007 CQ82
- 2007 CB83
- 2007 CC83
- 2007 CE83
- 2007 CF83
- 2007 CH83
- 2007 CP83
- 2007 CV83
- 2007 CW83
- 2007 CC84
- 2007 CE84
- 2007 CH84
- 2007 CJ84
- 2007 CS84
- 2007 CT84
- 2007 CW84
- 2007 CX84
- 2007 CY84
- 2007 CC85
- 2007 CD85
- 2007 CF85
- 2007 CG85
- 2007 CK85
- 2007 CM85
- 2007 CN85
- 2007 CP85
- 2007 CQ85
- 2007 CR85
- 2007 CS85
- 2007 CT85
- 2007 CU85
- 2007 CX85
- 2007 CY85
- 2007 CA86
- 2007 CB86
- 2007 CC86
- 2007 CE86
- 2007 CF86
- 2007 CG86
- 2007 CJ86
- 2007 CL86
- 2007 CO86
- 2007 CP86
- 2007 CQ86
- 2007 CR86
- 2007 CS86
- 2007 CT86
- 2007 CU86
- 2007 CV86
- 2007 CW86
- 2007 CY86
- 2007 CZ86
- 2007 CA87
- 2007 CC87
- 2007 CD87
- 2007 CE87
- 2007 CF87
- 2007 CH87
- 2007 CJ87
- 2007 CK87
- 2007 CL87
- 2007 CM87
- 2007 CN87
- 2007 CO87
- 2007 CP87

### Du 16 au 28 février 2007
- 2007 DA
- 2007 DC
- 2007 DD
- 2007 DJ
- 2007 DU
- 2007 DW
- 2007 DX
- 2007 DY
- 2007 DG1
- 2007 DP1
- 2007 DT1
- 2007 DD4
- 2007 DN4
- 2007 DO4
- 2007 DT4
- 2007 DS7
- 2007 DE8
- 2007 DF8
- 2007 DG8
- 2007 DH8
- 2007 DJ8
- 2007 DM8
- 2007 DS8
- 2007 DU8
- 2007 DV8
- 2007 DW8
- 2007 DC9
- 2007 DY14
- 2007 DP15
- 2007 DS16
- 2007 DX16
- 2007 DC17
- 2007 DG17
- 2007 DV17
- 2007 DW17
- 2007 DJ19
- 2007 DS20
- 2007 DM21
- 2007 DY21
- 2007 DM22
- 2007 DQ23
- 2007 DS24
- 2007 DC25
- 2007 DO25
- 2007 DZ25
- 2007 DA27
- 2007 DJ27
- 2007 DA29
- 2007 DM29
- 2007 DS29
- 2007 DX30
- 2007 DA31
- 2007 DO31
- 2007 DM32
- 2007 DW33
- 2007 DZ33
- 2007 DM34
- 2007 DB36
- 2007 DP37
- 2007 DZ37
- 2007 DL40
- 2007 DQ40
- 2007 DT40
- 2007 DU40
- 2007 DX40
- 2007 DY40
- 2007 DZ40
- 2007 DC41
- 2007 DN41
- 2007 DU43
- 2007 DH45
- 2007 DL45
- 2007 DX45
- 2007 DK46
- 2007 DD49
- 2007 DN50
- 2007 DQ50
- 2007 DC51
- 2007 DM51
- 2007 DS52
- 2007 DM54
- 2007 DT55
- 2007 DM57
- 2007 DZ57
- 2007 DB58
- 2007 DX58
- 2007 DY58
- 2007 DH59
- 2007 DS60
- 2007 DX60
- 2007 DA61
- 2007 DB61
- 2007 DA62
- 2007 DP62
- 2007 DS62
- 2007 DA64
- 2007 DF64
- 2007 DG64
- 2007 DD65
- 2007 DF65
- 2007 DW65
- 2007 DZ65
- 2007 DA66
- 2007 DD66
- 2007 DE66
- 2007 DD67
- 2007 DN67
- 2007 DW67
- 2007 DB68
- 2007 DC68
- 2007 DF68
- 2007 DO68
- 2007 DC69
- 2007 DG69
- 2007 DL69
- 2007 DM69
- 2007 DN69
- 2007 DS69
- 2007 DD70
- 2007 DQ71
- 2007 DQ72
- 2007 DV72
- 2007 DA73
- 2007 DJ73
- 2007 DL73
- 2007 DP73
- 2007 DQ73
- 2007 DV73
- 2007 DY73
- 2007 DF74
- 2007 DT74
- 2007 DU74
- 2007 DV74
- 2007 DC75
- 2007 DE75
- 2007 DG75
- 2007 DV75
- 2007 DB76
- 2007 DK77
- 2007 DK78
- 2007 DV78
- 2007 DD82
- 2007 DF82
- 2007 DG84
- 2007 DS84
- 2007 DT87
- 2007 DB88
- 2007 DR88
- 2007 DU88
- 2007 DE89
- 2007 DQ89
- 2007 DG90
- 2007 DF91
- 2007 DW91
- 2007 DK93
- 2007 DK94
- 2007 DV94
- 2007 DF95
- 2007 DB96
- 2007 DQ96
- 2007 DT99
- 2007 DE100
- 2007 DG100
- 2007 DG101
- 2007 DS101
- 2007 DZ101
- 2007 DT103
- 2007 DN104
- 2007 DK107
- 2007 DM107
- 2007 DS107
- 2007 DU107
- 2007 DY107
- 2007 DZ107
- 2007 DA108
- 2007 DB108
- 2007 DE108
- 2007 DF108
- 2007 DR108
- 2007 DX108
- 2007 DT109
- 2007 DQ110
- 2007 DL111
- 2007 DA112
- 2007 DC113
- 2007 DL113
- 2007 DK114
- 2007 DD115
- 2007 DN115
- 2007 DS115
- 2007 DY115
- 2007 DK117
- 2007 DK118
- 2007 DA119
- 2007 DD119
- 2007 DE119
- 2007 DH119
- 2007 DO119
- 2007 DR119
- 2007 DU119
- 2007 DA121
- 2007 DP121
- 2007 DQ121
- 2007 DW121
- 2007 DD122
- 2007 DE122
- 2007 DN122
- 2007 DO122
- 2007 DP122
- 2007 DQ122
- 2007 DA124
- 2007 DC124
- 2007 DE124
- 2007 DG124
- 2007 DN124
- 2007 DO124
- 2007 DP124
- 2007 DR124
- 2007 DT124
- 2007 DH125
- 2007 DN125
- 2007 DO125
- 2007 DA126
- 2007 DC126
- 2007 DD126
- 2007 DH126
- 2007 DO126
- 2007 DU126
- 2007 DX126
- 2007 DZ126
- 2007 DA127
- 2007 DC127
- 2007 DL127
- 2007 DM127
- 2007 DN127
- 2007 DV127
- 2007 DX127
- 2007 DZ127
- 2007 DB128
- 2007 DH128
- 2007 DJ128
- 2007 DK128
- 2007 DL128
- 2007 DP128
- 2007 DD129
- 2007 DE129
- 2007 DF129
- 2007 DG129
- 2007 DH129
- 2007 DJ129
- 2007 DN129
- 2007 DQ129
- 2007 DS129
- 2007 DA130
- 2007 DB130
- 2007 DE130
- 2007 DJ130
- 2007 DL130
- 2007 DM130
- 2007 DN130
- 2007 DO130
- 2007 DP130
- 2007 DQ130
- 2007 DV130
- 2007 DZ130
- 2007 DA131
- 2007 DB131
- 2007 DD131
- 2007 DE131
- 2007 DF131
- 2007 DJ131
- 2007 DK131
- 2007 DL131
- 2007 DM131
- 2007 DN131
- 2007 DQ131
- 2007 DR131
- 2007 DS131
- 2007 DT131
- 2007 DY131
- 2007 DZ131
- 2007 DA132
- 2007 DB132
- 2007 DF132
- 2007 DG132
- 2007 DJ132
- 2007 DL132
- 2007 DM132
- 2007 DO132
- 2007 DQ132
- 2007 DR132
- 2007 DS132
- 2007 DT132
- 2007 DW132
- 2007 DX132
- 2007 DZ132
- 2007 DA133
- 2007 DD133
- 2007 DG133
- 2007 DK133
- 2007 DL133
- 2007 DM133
- 2007 DN133
- 2007 DO133
- 2007 DP133
- 2007 DQ133
- 2007 DS133
- 2007 DT133
- 2007 DU133
- 2007 DV133
- 2007 DW133
- 2007 DX133
- 2007 DA134
- 2007 DC134
- 2007 DD134
- 2007 DE134
- 2007 DF134
- 2007 DG134
- 2007 DH134
- 2007 DJ134
- 2007 DL134
- 2007 DM134
- 2007 DN134
- 2007 DO134
- 2007 DP134
- 2007 DQ134
- 2007 DR134
- 2007 DS134
- 2007 DT134
- 2007 DV134
- 2007 DW134
- 2007 DX134
- 2007 DY134
- 2007 DZ134
- 2007 DA135
- 2007 DB135
- 2007 DC135
- 2007 DD135
- 2007 DE135
- 2007 DF135